# 櫻井彦
櫻井 彦（さくらい よしお、1964年 - ）は、日本の歴史学者、宮内庁書陵部主任研究員。

## 来歴
東京都生まれ。父は国文学者の櫻井満。1988年早稲田大学第一文学部卒業。1990年同大学院日本史学研究科修士課程修了。1991年宮内庁書陵部図書課第二図書調査室員。同部主任研究官。2006年「悪党と地域社会の研究」で早稲田大学博士（文学）。

## 著書
- 『悪党と地域社会の研究』（校倉書房） 2006
- 『動乱の東国史 4 南北朝内乱と東国』（吉川弘文館） 2012 ISBN　	9784642064439
- 『信濃国の南北朝内乱 悪党と八〇年のカオス』〈歴史文化ライブラリー〉吉川弘文館　2021　ISBN　9784642059367

### 共編
- 『日本中世内乱史人名事典』（佐藤和彦, 樋口州男, 錦昭江, 松井吉昭, 鈴木彰共編、新人物往来社） 2007
- 『足利尊氏のすべて』（樋口州男, 錦昭江共編、新人物往来社） 2008

### 校訂
- 『史料纂集 古記録編 勘仲記』第1 ‐ 3（藤原兼仲、高橋秀樹, 中込律子, 遠藤珠紀共校訂、八木書店） 2008 - 2013

## 参考
- [ISBN　978-4-7517-3690-6]